# Schlacht um FSB Mary Ann
Schlacht um Tua Hai (1960) – Schlacht um Ap Bac (1963) – Schlacht von Nam Dong (1964) – Tonkin-Zwischenfall (1964) – Operation Flaming Dart (1965) – Operation Rolling Thunder (1965–68) – Schlacht von Dong Xoai (1965) – Schlacht im Ia-Drang-Tal (1965) – Operation Crimp (1966) – Operation Hastings (1966) – Schlacht von Long Tan (1966) – Operation Attleboro (1966) – Operation Cedar Falls (1967) – Schlacht um Hügel 881 (1967) – Schlacht bei Dak To (1967) – Schlacht um Khe Sanh (1968) – Tet-Offensive (1968) – Schlacht um Huế (1968) – Operation Speedy Express (1968/69) – Operation Dewey Canyon (1969) – Schlacht am Hamburger Hill (1969) – Operation Menu (1969/70) – Operation Lam Son 719 (1971) – Schlacht um FSB Mary Ann (1971) – Schlacht um Quảng Trị (1972) – Operation Linebacker (1972) – Operation Linebacker II (1972) – Schlacht von Xuan Loc (1975) – Operation Frequent Wind (1975)
Bei der Schlacht um FSB Mary Ann handelte es sich um den Angriff einer Kompanie der Nordvietnamesischen Nationalarmee auf eine Feuerunterstützungsbasis (Fire Support Base, FSB) der 23. US-Infanteriedivision während des Vietnamkrieges. Im Zuge des schrittweisen Rückzugs der amerikanischen Streitkräfte aus Vietnam sollte auch FSB Mary Ann an die südvietnamesische Armee (ARVN) übergeben werden. Daher war ein Teil der Ausrüstung bereits verlagert worden und das Bataillon nicht mehr bei voller Mannschaftsstärke. Aufgrund der jahrelangen Abwesenheit von gegnerischen Angriffen waren die Verteidigungsanlagen unzureichend und die Besatzung unachtsam geworden. In den frühen Morgenstunden des 28. März 1971 kam es plötzlich zu einem überraschenden Angriff von nordvietnamesischen Sturmpionieren. Innerhalb von 45 Minuten nahmen sie weite Teile des Lagers ein und zerstörten die wichtigsten Einrichtungen. Während der anschließenden Untersuchung des Zwischenfalls wurde der 23. US-Infanteriedivision ein verheerendes Zeugnis ausgestellt, viele ihrer Kommandeure wurden entlassen oder degradiert.

## Hintergrund

### Verfall der Kampfmoral 1970/71
Nachdem Richard Nixon die Regierungsgeschäfte in den USA übernommen hatte, wurde die bereits unter Johnson begonnene „De-Amerikanisierung“ des Krieges, auch „Vietnamisierung“ genannt, entschieden fortgeführt. Die Truppenstärke der ARVN wurde bis Mitte 1970 von 850.000 auf über eine Million Mann angehoben. Zudem sollten die ARVN-Soldaten an gemeinsamen Operationen beteiligt werden, um sie mit offensiven Einsätzen vertraut zu machen. So kam es am 1. Mai 1970 zu der Invasion Kambodschas, an der sich 31.000 amerikanische und 43.000 südvietnamesische Soldaten beteiligten. Anfangs befürwortete eine knappe Mehrheit der Amerikaner die Ausweitung des Krieges auf Kambodscha. Als sich dann jedoch am 4. Mai das „Kent-State-Massaker“ ereignete, bei dem 4 Studenten durch Soldaten der Nationalgarde getötet wurden, kam es zu den massivsten Protesten in der Geschichte des Vietnamkrieges. Infolge des enormen öffentlichen und internationalen Drucks blieb dem Präsidenten nur der Rückzug.
Während die allgemeine Kriegsmüdigkeit in den USA weiter zunahm, und die breite Masse der Amerikaner nichts mehr mit dem Krieg zu tun haben wollte, waren die US-Soldaten in Vietnam die Leidtragenden dieser Entwicklungen. Nach den Schlachten in Kambodscha kam es kaum noch zu größeren Kämpfen. Die Truppen Nordvietnams (Nordvietnamesische Volksarmee, NVA) und der Befreiungsfront (NLF), also der Viet Cong, hatten sich mittlerweile in die taktische Defensive zurückgezogen und mieden jede größere Auseinandersetzung. Da der Rückzug der amerikanischen Kampftruppen bereits im vollen Gange war, und die ARVN den Großteil der Kämpfe übernehmen sollte, mussten die verbliebenen US-Soldaten fast nur noch logistische Versorgungsarbeit und Etappendienste übernehmen. Hauptmann William Paris meinte: „Jedermann in der Infanterie hatte nach dem November oder Dezember 1970 nicht mehr viel zu tun. Jeder Kampf an dem sie beteiligt waren, war nichts weiter als reiner Zufall.“
Als es offensichtlich wurde, dass der Krieg für die USA kaum noch gewonnen werden konnte, hatte dies verheerende Auswirkungen auf die Moral aller verbliebenen US-Soldaten. Damit kamen auch noch die letzten, ohnehin abstrakten Kriegsziele abhanden, und die Amerikaner zogen aus den Entwicklungen ihre eigenen Schlüsse: „Wer will schon als letzter beim Kofferpacken getötet werden?“ Aufgrund des ereignislosen Dienstes kam es zu einer rapiden Abnahme der Disziplin unter den Soldaten. Ein Soldat, der dem 1. Bataillon, 20. Infanterieregiment, 23. Infanteriedivision (auch genannt „Americal“ Division) zugewiesen wurde, jener Einheit, die das Massaker von Mỹ Lai zu verantworten hatte, berichtete bereits im April 1968: „Von Disziplin war nirgendwo etwas zu merken. Jeder machte was er wollte ... Die Kommandeure kümmerten sich um nichts.“ Sehr viele amerikanische Soldaten glaubten, der Krieg sei für sie zu Ende. Sie tranken Alkohol während der Einsätze, stellten Versetzungsanträge, meldeten sich krank oder verweigerten den Marschbefehl. Auch waren sogenannte „search and evade“-Patrouillen sehr verbreitet, die die Männer nicht im Feld, sondern in Verstecken hinter sich brachten. Ein Sanitäter berichtete: „Wir ließen die NVA oder VC einfach vorbeiziehen. Sie gingen in die eine Richtung und wir in die andere, sodass wir einfach an einander vorbeigingen. Wir wollten das Feuer nicht eröffnen. Niemand wollte sterben. Niemand wollte, dass irgendetwas passierte.“ Als Norman Schwarzkopf, Jr. im Dezember 1969 das Kommando über das 1. Bataillon, 6. Infanterieregiment, „Americal“ Division übernahm, fand auch er Soldaten vor, die verrostete Gewehre mit sich führten, auf Patrouillen den Feind vorbeiziehen ließen und nicht einmal ihre eigenen Basen sicherten. „Sie hatten nicht für den mindesten Schutz gesorgt. Der Feind hätte hereinmarschieren, das Feuer eröffnen und Dutzende töten können.“

### Fire Support Base Mary Ann
Im Zuge des Rückzugs aus Vietnam wurden die Basen der amerikanischen Streitkräfte nach und nach an die südvietnamesische Armee übergeben. Dies bezog auch die nordwestlichste Basis der „Americal“ Division in der Provinz Quang Tin mit ein, FSB Mary Ann. Ihre Besatzung bestand aus dem 1. Bataillon, 46. Infanterieregiment, 196. Leichte Infanteriebrigade und 20 ARVN-Soldaten, die sich um die Übernahme der Basis kümmern sollten. Die Aufgabe der Einheit war es gewesen, das Hochland 50 km westlich von Chu Lai zu überwachen und nordvietnamesische Verbände aufzuspüren. Doch abgesehen von zwei Waffenlagern, die in der Nähe eines Pfades gefunden wurden, entdeckten sie keinen Hinweis auf gegnerische Truppenverbände. Die Jahre 1970 und 1971 waren die ruhigsten des Krieges, in denen es in Vietnam zu praktisch keinen größeren Kämpfen mehr kam. FSB Mary Ann wiederum schien vom Krieg vollkommen verschont zu werden. Zwar wurde die Basis innerhalb eines Jahres ein paar Mal unter Mörserbeschuss genommen, eine durchaus übliche Taktik der Guerillas, doch kam es zu keinem einzigen Infanterieangriff. Mittlerweile hatte das Bataillon einige seiner Artilleriegeschütze und Mörser in eine neue Basis weiter östlich verlegt und verfügte daher kaum noch über Munition. Das Bataillon war stark unterbesetzt, die C-Kompanie verfügte sogar nur über 75 Mann.
Die Probleme des Mangels an Disziplin und Achtsamkeit, die zahlreiche Einheiten der „Americal“ Division plagten, betrafen auch das 1. Bataillon. Da anscheinend keine feindlichen Einheiten in der Gegend operierten und mehr als ein Jahr lang nur wenig geschah, wurden die Soldaten unvorsichtig. Die Basis war, wie praktisch alle anderen FSBs, mit drei Ringen Stacheldraht und einigen Minenfeldern umgeben. Sie verfügte zwar über einen Verteidigungsplan, doch nur wenige der Soldaten kannten ihn. Die Verteidigungsanlagen des Lagers hatten bereits zwei Überprüfungen nicht bestanden. Am 27. März führte Brigadekommandeur Oberst Hathaway persönlich eine weitere Inspektion durch. Er lief durch die Verteidigungsanlagen und meinte, trotz einiger lose herumliegender Munition, dass Mary Ann „erheblich verbessert … hundertprozentig verbessert“ wurde. Bataillonskommandeur Oberstleutnant William P. Doyle fragte sogar: „Wer bei gesundem Verstand würde sie schon angreifen?“

## Nachtüberfall
Entgegen allen Erwartungen gab es tatsächlich jemanden, der einen Angriff wagen sollte: die 2. Kompanie des 409. Sturmpionierbataillons der NVA. Wie viele Soldaten sie umfasste, ist unklar, die Schätzungen gingen weit auseinander, von 40 bis mehr als 100. Doch höchstwahrscheinlich dürften es nicht mehr als 50 Mann gewesen sein. Die Nordvietnamesen beobachteten die Basis schon seit einigen Wochen. Bereits Tage zuvor gab es verschiedene Anzeichen, dass einige der ARVN-Soldaten in der Basis eventuell für die andere Seite arbeiteten. Doch diese Hinweise wurden von den Amerikanern weitgehend ignoriert. Die Sturmpioniere hatten sich sehr sorgfältig auf den Angriff vorbereitet. Sie waren nur mit kurzen schwarzen Hosen bekleidet und hatten sich ihre Körper mit schwarzem Fett eingeschmiert, wodurch sie in der Dunkelheit kaum zu erkennen waren. Ausgerüstet waren sie mit Sprengladungen, Granat- und Raketenwerfern, Gewehren, Hand- und Tränengasgranaten und Gasmasken. In der Nacht des 28. März schlichen sie sich an die Feuerunterstützungsbasis Mary Ann an und wichen dabei sorgsam den Minen und Stolperdrähten aus. Kein einziger amerikanischer Soldat in den 22 Wachbunkern sah die Männer, als sie sich näherten. In einem Untersuchungsbericht des Vorfalls hieß es später: „In der fraglichen Nacht war der Alarmstatus der Basis gleich null. Im besten Fall kann man die Verteidigungsmaßnahmen als unachtsam und gänzlich unangemessen bezeichnen.“
Dann, um Punkt 2:30 Uhr, eröffneten die Mörser des 409. Bataillons das Feuer auf die Basis. Die Pioniere drangen an vier Stellen gleichzeitig in das Lager ein und verteilten sich. Unzählige Explosionen erschütterten den Hügel, und bereits nach kurzer Zeit war die gesamte FSB von einer Wolke aus Tränengas eingehüllt. Die Nordvietnamesen hatten das Überraschungsmoment auf ihrer Seite, da die Amerikaner weder einen Angriff erwarteten noch darauf vorbereitet waren. Die Nachtwachen waren nicht auf ihren Posten und wussten nicht, wo die Munitionsvorräte lagerten. Doch hätten sie ohnehin keinen Gebrauch davon machen können, da die Vorräte nicht aufgefüllt worden waren. Zahlreiche Bunker wurden durch Sprengladungen oder Mörserbeschuss zerstört. Amerikanische Soldaten stolperten aus ihren Unterkünften zu den Schützengräben, liefen jedoch geradewegs in die Arme der Sturmpioniere, die bereits in Position waren. Diese wiederum griffen die US-Soldaten mit Sprengladungen und Gewehrfeuer an und töteten viele von ihnen. Eine Gruppe der Pioniere kämpfte sich zu den beiden Artilleriegeschützen vor und zerstörte sie mit Sprengladungen. Eine weitere Einheit warf Sprengladungen und Tränengasgranaten in das taktische Operationszentrum des Bataillons, wodurch ein großes Feuer ausbrach. Die Amerikaner konnten nur wenig geordneten Widerstand leisten. Oberstleutnant Doyle, dessen Unterkunft nahe dem Operationszentrum lag, wurde mittlerweile durch den Lärm und Tränengas geweckt. Ein NVA-Soldat warf eine 20 kg Sprengladung, die Doyle verletzte und zeitweise bewusstlos werden ließ. Nach einer Weile kam er wieder zu sich und wollte sich an den Kämpfen beteiligen. Doch eine weitere Explosion ließ ihn wieder das Bewusstsein verlieren. Hauptmann Paul Spilberg hatte sich im Operationszentrum verschanzt, wurde jedoch nach einer Weile durch Tränengas nach draußen getrieben. Nach einigen Metern fiel er in einen Graben und wurde durch eine Granatexplosion schwer verletzt.
Dank ihrer schwarzen Tarnung bewegten sich die Sturmpioniere quasi unsichtbar. Selbst nachdem eine nahegelegene Feuerunterstützungsbasis nach 17 Minuten die Nacht mit Feldbeleuchtung erhellt hatte, konnten nur wenige Amerikaner ihre Gegner erkennen. Nach etwa 45 Minuten begann ein erneuter Mörserbeschuss, der den Rückzug der Nordvietnamesen deckte. Mittlerweile traf ein amerikanischer Hubschrauber ein, der das Feuer auf die NVA-Soldaten eröffnete, aber nur wenige von ihnen treffen konnte.
Am nächsten Morgen offenbarte sich das ganze Ausmaß der Verwüstung. Fire Support Base Mary Ann lag in Schutt und Asche, ein Pilot beschrieb das Ergebnis des Angriffs, als „… die größte Zerstörung, die ich jemals in einer amerikanischen Einrichtung gesehen habe ... Einige Leichen waren zu Asche verbrannt. Wir hatten neun Leichensäcke voller Fleischstücke.“ Von den 231 Amerikanern in der Basis wurden 30 getötet und 82 verwundet, der größte Verlust an US-Soldaten während einer Schlacht seit vier Jahren. Nur einer der 20 ARVN-Soldaten wurde verletzt. Die Nordvietnamesen wiederum ließen 14 Tote zurück. Eine 15. Leiche wurde am nächsten Tag in einem Grab in der Nähe gefunden. Für das 409. Sturmpionierbataillon war der Angriff ein voller Erfolg. Nicht nur, dass es ihnen gelang, ein amerikanisches Bataillon mit nur einer Kompanie zu besiegen, die ARVN wich von ihrem Plan ab, das Lager zu übernehmen, und gab die Basis bereits kurze Zeit später auf.

## Untersuchung
Die Zerstörung der FSB Mary Ann zog eine Ermittlung nach sich, die von Truppeninspekteuren des MACV (Militärisches Oberkommando Vietnam) und der sogenannten „Criminal Investigation Division“, jener Einheit, die für die Aufklärung von Kriegsverbrechen zuständig war, durchgeführt wurde. Um die „Effektivität der Befehlskette“ zu ermitteln, wurden die meisten Überlebenden des Vorfalls befragt, sowie sämtliche Offiziere der 23. Infanteriedivision, bis hinauf zum Divisionskommandeur. Nicht zuletzt, weil es angeordnet bzw. geduldet wurde, dass die Leichen von fünf während der Schlacht gefallenen NVA-Soldaten in einer Abfallgrube verbrannt wurden, eine klare Missachtung der Genfer Konventionen, welche die Verstümmelung gegnerischer Leichen verboten.
In dem im Juni 1971 veröffentlichten Bericht kamen die Ermittler zu dem Ergebnis: „Die Unbotmäßigkeit der Truppen ist das Ergebnis unzureichender Führung.“ US-Kommandeur General Creighton W. Abrams verfolgte die Untersuchungen persönlich so lange, bis die verantwortlichen Offiziere verurteilt wurden. Im Zuge der Ermittlungen wurde General James L. Baldwin, Kommandeur der 23. Infanteriedivision entlassen. Vier weitere Offiziere, einschließlich Brigadekommandeur Hathaway und Bataillonskommandeur Doyle wurden degradiert oder auf administrative Positionen abgeschoben. Oberstleutnant Doyle sollte wegen seiner „unterdurchschnittlichen Leistungen“ sogar vor ein Kriegsgericht gestellt werden. Dazu kam es jedoch nie. „Sie versuchten jeden zu hängen, den sie in die Finger bekommen konnten“, sagte Hauptmann Spilberg später, „und das taten sie auch.“
Es sollte zudem erwähnt werden, dass die Schlacht um FSB Mary Ann kein Einzelfall war. Überfälle dieser Art kamen im späteren Verlauf des Vietnamkrieges häufiger vor. So wurde unter anderem eine Feuerunterstützungsbasis der A-Kompanie, 4. Bataillon, 503. Infanterieregiment, 173. Luftlandebrigade, Anfang Dezember 1968 auf ganz ähnliche Weise überfallen und zerstört.